# Пивоварна Лашко
Пивоварна Лашко (на словенски: Pivovarna Laško) е най-голямата пивоварна в Словения. Наименувана е на град Лашко, където е седалището ѝ.
Пивоварната е основана през 1825 г. от Франц Гейер, производител на джинджифилови изделия и медовина. След края на Втората световна война през 1945 г. е пета по големина в Югославия, а до 1991 г. е най-големата пивоварна сред 28 югославски пивоварни. Въпреки това губи голяма част от югославския пазар през 1991 г., след като Словения обявява независимост, както и след Десетдневната война, последвала поради това. Продажбите се възстановяват през 90-те години.
Laško Group притежава и няколко най-известните прроизводители на напитки в страната, включително:
- Pivovarna Union dd – втората по големина пивоварна в страната със седалище в Любляна.
- Radenska dd – най-големият производител на вода в страната, произвеждащ световноизвестната минерална вода – Radenska. Седалището на компанията е в град Раденци
- Vital Mestinje doo – производител на безалкохолни напитки Седалище – гр. Подплат

Пивоварната участва в ежегодния фестивал на бирата и цветята (Pivo-Cvetje), провеждащ се всяко лято в Лашко. Това е едно от най-популярните събития за туристите, посещаващи Словения.